# 泰特·亨利·邁倫
泰特·亨利·邁倫（羅馬化：Tate Henry Myron，2003年12月27日—），小名Tate，為泰國新生代泰英混血男演員及模特。代表作為《名門紳士2淑女之心之純白之戀》。

## 早期生活
Tate於2003年12月27日出生於愛爾蘭都柏林。他在家中三個兄弟姊妹中排行老大，有一個弟弟叫Tai Myron，還有一個妹妹叫Naila Myron，2015年全家搬回泰國永久居住。高中畢業於KIS國際學校後，目前於朱拉隆功大學的藝術學院修讀學士學位。

## 演藝經歷
2015年，Tate參加了真實公司（True Corporation）所舉辦的試鏡選角活動“เจ้าเวหาซุป”（超級巨星少年），該項目旨在尋找兒童演員來扮演戲劇《天之驕子》系列中的三位主角阿提查·春那儂（Aum）、安德魯·格雷格森（Drew）和傑西達邦·福爾迪（Tik）的童年角色，而Tate則扮演安德魯·格雷格森（Drew）所飾演的角色“Thongrob”的童年時期，但該劇已因不明原因被取消播出。
2022年3月23日，泰國第3電視台在暹羅天地的河濱廣場舉辦了“Duangjai Taewaprom Debut Night”的劇集推介會，並公布Tate為該系列的主要演員之一，將攜手伊莎亞·賀蘇汪（Oom）主演其單元《純白之戀》。
2024年5月12日，《純白之戀》於泰國第3電視台週末黃金檔首播，Tate於劇中飾演蒙拉差翁Ronapee Juthathep與Piangkwan Juthathep Na Ayutthaya的兒子“Ronnajak Juthathep”。

## 影視作品

### 電視劇
| 首播年份 | 戲名                            | 戲名   | 播放平台    | 角色               | 備註          |
| 首播年份 | 譯名                            | 原文名 | 播放平台    | 角色               | 備註          |
| 已取消   | 《天之驕子》                    |        | True4U      | Thongrob           | 客串 （童年） |
| 2021年   | 《三世代戀戰》                  |        | True4U      | Thai               | 主演          |
| 2024年   | 《名門紳士2淑女之心：明月皎皎》 |        | Ch3Thailand | Ronnajak Juthathep | 配角          |
| 2024年   | 《名門紳士2淑女之心：心禧相醫》 |        | Ch3Thailand | Ronnajak Juthathep | 配角          |
| 2024年   | 《名門紳士2淑女之心：純白之戀》 |        | Ch3Thailand | Ronnajak Juthathep | 主演          |
| 2024年   | 《名門紳士2淑女之心：圈愛仙計》 |        | Ch3Thailand | Ronnajak Juthathep | 配角          |
| 2024年   | 《名門紳士2淑女之心：萬生祈戀》 |        | Ch3Thailand | Ronnajak Juthathep | 配角          |
| 2024年   | 《世界圍繞你》                  |        | Ch3Thailand | Pat                | 配角          |
| 待公布   | 《黑手黨之花》                  |        | Ch3Thailand |                    | 主演          |

## 外部連結
- 泰特·亨利·邁倫於Channel 3的簡介 （页面存档备份，存于）（泰文）
- 泰特·亨利·邁倫的Instagram帳戶（泰文）